# Eddie Roberts
Eddie Roberts Chifundo (ur. 1 maja 1994 w Colón) – panamski piłkarz występujący na pozycji bramkarza, reprezentant Panamy, od 2023 roku zawodnik Independiente La Chorrera.